# Matt Lukin
Matt Lukin (* 28. března 1965) je americký basový kytarista, zakladatel skupiny Melvins. Po nějakém čase však z Melvins odešel a začal hrát s Mudhoney. Na přelomu století však z Mudhoney odešel a jeho místo zastoupil Guy Maddison.